# Dikesveronika
Dikesveronika (Veronica catenata) är en grobladsväxtart. Dikesveronika ingår i släktet veronikor, och familjen grobladsväxter.

## Underarter
Arten delas in i följande underarter:
- V. c. catenata
- V. c. pseudocatenata